# コンストラクション・マネジメント
コンストラクション・マネジメント（construction management）とは、建設プロジェクトにおいて、建設発注者から準委任を受けたコンストラクション・マネジャー（CMr）により、中立的に全体を調整して、所期の目的に向かって円滑に事を運ぶ為の行為のことである。CM方式。

## CM方式の定義
CM方式はアメリカで確立したプロジェクト実施方式であり、プロジェクトの工期遅延、予算超過などを防止するため、マネジメントを専門に行うCMr（コンストラクション・マネジャー）が、発注者、設計者と一体となってプロジェクトの全般を運営管理する方式である。
職能分化や機能分散が進み、個々の調整を進めることよりも、プロジェクト全体をより統合的にマネジメントすることが求められ、さらには、コンプライアンスや情報公開などの認識が社会的に進むにつれ、建設プロジェクトにおいても、より透明性を高める発注者ニーズが高まってきている。
そのため、「設計者」や「施工者」といった従来の利害関係者がプロジェクト全体をマネジメントするのではなく、第三者性を持つ専門職がその役割を担うことが求められるようになってきた。この専門職がCMrであり、CMrが参加してプロジェクトを実施する方式がCM方式といえる。
アメリカのCM協会でも、CM方式を「建設プロジェクトのマネジメント方式」と解釈し、「CM方式は、特定の入札・契約方式ではなく、建設プロジェクトのすべての段階に適応可能な専門的マネジメント技術」と位置づけている。つまり、時代の変化と多様な発注者ニーズに合わせて常に進化する「従来方式に代わるプロジェクト実施方式（Alternative project delivery method）」としている。しかしながら、CM方式先進国のアメリカでもCMの定義は一様でなく、柔軟な考え方であることを十分に認識しておく必要がある。「分離発注方式＝CM方式である」といった単純な数式にはならない。
また、CM方式は、工事費の保証といった工事に関するリスクの取り方によって、「ピュアCM方式」と「CMアットリスク方式」に大別される。（違いについては、後述のピュアCMとCMアットリスクを参照。）

## プロジェクト発注の選択肢
CM方式がプロジェクト実施方式であると説明したが、まず、建設プロジェクトの発注方式は次の3つの要素で構成されている。
- 入札方式（Tendering）
  - 発注方式における設計者や施工者選択プロセス。入札方式には、指名競争、一般競争、2段階競争入札などがある。
- 契約方式（Contract）
  - 発注者のリスクヘッジの度合いを示す。契約方式には、一括請負契約、最高限度額保証付き契約、単価契約などの、いわゆる請負金額設定のための方法などがある。
- プロジェクト実施方式（Delivery） 
  - プロジェクトごとのValue for Moneyを高めるための方法。プロジェクト実施とは、設計施工分離発注方式、デザインビルド、CM（コンストラクション・マネジメント）方式など、プロジェクトを進めるうえでの方法を指している。

これら3つの要素の組合せにより、多様な発注方式となる。当然ながら、発注方式の選択は、建設プロジェクトの特徴や発注者ニーズによるところが大きい。日本では、主な発注方式は、指名競争または一般競争により選択された業者と一括請負契約を締結し、設計施工分離発注を行うか、もしくは設計施工一括発注を行うかの2種類の選択しかなかった時代が長く続いてきた。　
CM方式は、発注者に対し、その2種類以外の選択肢を提供するものであるといえる。「発注方式」は、一般的な言葉ではあるが、日本CM協会では、入札方式、契約方式、プロジェクト実施方式の組合わせからなるものとして定義し、共通の理解のベースとしている。

## CM方式の特徴

### プロジェクト実施方式とリスクの関係
工事費の保証といった工事に関するリスクの取り方は、基本的にプロジェクト実施方式において、発注者と請負者の間において決定されている。
たとえば、デザインビルド方式は、より請負者のリスクが大きく、CM方式は、より発注者のリスクが大きい。CM方式において、このリスクが大きい事実が同時にコスト高となるのではなく、逆に、発注者がリスクを負担した分、施工者にとってはリスク分をコスト負担することがなくなり、結果として、コストミニマムであり、フレキシビリティに富むなど、発注者の便益も大きくなってくる。
それに対し、デザインビルドは、施工者のリスク負担が大きく、施工者にとっては決められた金額の中で、利益を出しやすい半面、発注者はCM方式に比べ、コスト高になる可能性が高い。
要するに一般的に、発注者リスクが大きければ大きいほど、価格は低くなる傾向にあり、逆であれば、価格が高くなる。

### 契約関係
CM方式では、CMrは、発注者との間に契約を締結し、技術的な中立性を保ちつつ発注者の側に立って、設計・発注・施工の各段階において、設計の検討や工事発注方式の検討、工程管理、品質管理、コスト管理などの各種のマネジメント業務の全部または一部を行うものである。すなわち、設計者や施工者と別に契約を結ぶことになる。
このようなCMrの業務に対し、今のところ、直接の公法的規制はなく、法律的な義務や責任の中心は契約（準委任契約）に基づく行為と考えられている。所定のCM業務を実施できなければそれに応じて損害賠償義務などが生じることになるわけである。よく、「CMrは責任を取らない」と言われるが、ピュアCM方式の場合、工事費の保証といった工事に関するリスクを取らないことと、責任を取らないことと誤解されているからだと思われる。
また、工事契約の契約関係にも特徴がある。すなわち従来の総合工事業者による一式請負方式では発注者と専門工事業者（一式請負の下では下請負業者となる）が間接的な契約関係であるのに対して、CM方式では発注者と専門工事業者が直接契約を締結することができる。
このような直接の契約関係を締結することによって、発注者にとってコストの透明性が増し、ひいては経済的な工事の可能性を高めることができるとされる。

## ピュアCMとCMアットリスク
前項で、CMrの業務を準委任契約に基づく行為として説明した。この方式は、ピュアCM方式と呼ばれているが、CM方式の全てを説明しているわけではないが、現在、日本では、圧倒的に「ピュアCM方式」の採用が多く、単に「CM方式」という場合は、「ピュアCM方式」であることが多い。
ピュアCM方式から、発展して、CMアットリスクと呼ばれる方式もある。ピュアCM方式では、施工に伴う最終的なリスク（施工を分離することなどに伴う全体工事の完成に関するリスク）について発注者が負うため、発注者が支出する工事費がその分増加する可能性がある。発注者が支出する工事費を低減するために、CMrにマネジメント業務に加えて施工に関するリスクを負わせる場合があり、このようなCM方式を「CMアットリスク」と呼ぶ。なお、「CMアットリスク」においても、マネジメント業務の内容そのものについては、基本的には「ピュアＣＭ方式」と同じである
CMrが、最高限度額を保証する条項（最大保証金額（GMP：Guaranteed Maximum Price））や工期を保証する条項を契約に含めたり、あるいは工事完成保証を差し入れたりする場合がある。工事金額等についてCMrがリスクを取ることになり、CMアットリスク方式と呼ばれる。CMアットリスクは、発注者が気になる部分のみをCMrがリスクを担うことも含まれる。
また、米国では、このCMアットリスクが採用される機会が多いが、この場合は、CMrが総合工事業者に近いような形態をとる。「CMアットリスク」では、CMrが施工者、資材業者と交わす契約などについて、発注者の事前の同意を得ることが必要とされ、これによりこれら業者の選任についての発注者の裁量権が確保されるとともに、契約金額が自ずと明らかにされる。また、オープンブック方式、コスト＋フィー方式がとられている場合などは、CMrの発注者への請求の中で、実際の業者への支払（予定）額、その他の経費の内訳が明らかになる。
（注）オープンブック方式とは、工事費用を施工者に支払う過程において、支払金額とその対価の公正さを明らかにするため、施工者が発注者に全てのコストに関する情報を開示し、発注者又は第三者が監査を行う方式のことをいう。（国土交通省　CM方式活用ガイドライン（２　アットリスクＣＭ）による）

## 施工体制
CM方式では、従来の請負契約と異なり、柔軟な施工体制を取ることが出来る。以下は、「地方公共団体のCM方式活用マニュアル試案」で類型として示された、施工パターンである。一括発注するパターン1、分離発注を伴うパターン2および3の契約関係を示したイメージである。
実際のCM方式が採用されたプロジェクトではこれらのバリエーションにとどまらず、ケースバイケースで異なる多くの変型が出現している。
- 施工パターン1
  - CM方式においても工事を分離発注することなく、優秀な技術力を有する総合工事業者をそのまま採用するパターン。

- 施工パターン2
  - 設備工事を分離発注して、建築工事を一括発注するパターン。分離発注という観点からは、官公庁が発注する工事と類似した体制となる。

- 施工パターン3
  - 建築工事も、中工種あるいは小工種毎に発注し、総合建設業者を含まないパターン。日本では大規模工事にはほとんど使われたケースはないが、小規模工事、住宅工事、内改装工事等では使われている。

## 各国CMの経緯
欧米ではマスタービルダー（日本では大工の棟梁）が伝統的に設計・施工の担い手であったが、15世紀以降の教会建築等において設計と施工の分離が起こった。CMの発祥地アメリカ、そしていち早くアメリカの動きを取り入れたイギリスとともに近年根付き始めた日本などを採り上げ、CMrの業務内容、提供方法などが時代背景、技術革新などの影響による変化を以下に示す。

### アメリカ

#### 20世紀以前
アメリカでは1857年のAIAの設立により設計と施工の職能は完全に分離された。この中でマスタービルダーが従来担ってきた設計と施工にかかわるマネジメント技術も、設計と施工の分離に併せて「緩やかに」分離されたと考えられる。

#### 1900年代から1950年代まで
産業革命に伴う技術革新はアメリカにおいても製造業等にマネジメント技術の進歩をもたらし、フレデリック・テイラーによる生産性の向上やヘンリー・ガントによるバーチャートの開発の引き金となった。
建設プロジェクトにおける設計者と施工者は、新たな技術（空調・昇降機・カーテンウォール・電話等）を有する製造者・専門工事業者とのコラボレーションにより、新たなマネジメント技術が要求された。工事契約における実費精算方式（Cost plus fee）・石油プラント建設におけるプロジェクト調達方式・マンハッタン計画におけるプランニング手法等の試みは建設プロジェクトにおけるマネジメント方式の先駆的事例と考えられる。

#### 1950年代
二度の世界大戦による軍事産業の需要は、アメリカのマネジメント技術に更なる進歩をもたらした。PErT（Program Evaluation and Review Technique）・CPM（Critical Path Method）等のスケジュール管理手法は、その後の建設産業にも影響を与えている。
建設プロジェクトでは、設計施工分離の原則に基づく設計・入札・施工方式により、設計者と施工者がそれぞれのマネジメント技術を実践していた。

#### 1960年代
NASAのアポロ計画を代表とする軍事・宇宙産業は、ネットワーク・EV（Earned Value）・VE（Value Engineering）・WBS（Work Breakdown Structure）等の新たな管理手法を創造し、現在のプロジェクト・マネジメントの基礎が確立された。PMI（Project Management Institute）の設立もこの時期である。
一般に、CM 方式はこの時期に建設プロジェクトに導入されたとされている。産業の急速な発展に伴い建設プロジェクトが大規模化・複雑化し、従来のプロジェクト関係者（発注者・設計者・施工者等）によるプロジェクト管理の範囲と能力に限界が生じ、更に、労働者不足・建設費の高騰等によるインフレ懸念が深刻化した。この結果、建設プロジェクトの予算超過・品質低下・工程遅延等が、発注者のコスト管理・品質管理・スケジュール管理に対する不満を助長した。
ファストトラック方式はこの発注者の不満に応えるプロジェクト調達方式として、工事発注単位を細分化し、全体の設計終了以前に細分化単位で必要な許認可を取得して順次施工する方式である。設計と施工のプロセスがオーバラップすることにより、工期の短縮・設計に対する施工情報のフィードバック等が可能になる。この方式ではCMrが請負者ではなく発注者の代理人として、委任的立場でコスト管理・品質管理・スケジュール管理を行い、コストの透明性とスケジュールの最適化を実現した。
ニューヨークのワールド・トレード・センター建設工事は、ファストトラック方式を用いたピュアCM による代表的なプロジェクトである。工事発注単位を100以上に分割して工期短縮と工事費低減の効果を実証した同プロジェクトは、アメリカCMの歴史における重要なマイルストーンと位置づけられる。

#### 1970年代
アメリカ連邦調達庁（General Service Administration）は1960年代後半からファストトラック方式を一部で実施したが、1970年代前半にガイドラインを作成してCM方式（ピュアCM方式）を正式に導入している。その後、連邦政府機関のみならず各州政府機関が発注する公共建設プロジェクトでCM方式が普及し、民間建設プロジェクトにも定着した。
CM方式の普及によりCM職能が確立され、CM業務環境が整備されると共に、大学教育においてもCM専門課程が相次いで開設された。

#### 1980年代
グローバル化・情報革新・顧客重視志向・企業組織変革等のビジネス環境の変化により、軍事・宇宙産業で発展したマネジメント技術が、プロジェクト・マネジメントとして一般に幅広く受け入れられた。パーソナルコンピューターの普及とともにプロジェクト・マネジメント・ソフトウェアも普及した。PMIによりプロジェクト・マネジメント知識体系（PMBOK: Project Management Body of Knowledge）が発行され、資格制度（PMP: Project Management Professional）が創設された。
　ビジネス環境の多様化により、1970年代後半には一部にファストトラック方式の弊害も生まれた。細分化発注によるプロジェクト運営はCMrの能力・資質が成否に大きく影響するため、プロジェクト終了時まで工事費が未確定、設計と施工の調整不充分による業務の手戻りと品質の低下、スケジュール調整の不備による工程遅延等、発注者の不満も報告された。これらのコスト・品質・スケジュールに伴うリスクは結果的に発注者負担となり、紛争処理業務も増大した。
　この発注者不満に対して、CMrが工事費の上限額（GMP: Guaranteed Maximum Price）を保証して発注者リスクの一部を負担するCM方式が導入された。一般的にCMアットリスク方式とされているが、契約上は実費精算方式（Cost plus fee）に分類される。

#### 1990年代以降
アメリカのプロジェクト調達方式は更に多様化している。責任一元化（Single Responsibility）をキーワードとするデザインビルド方式が従来方式に代わるプロジェクト調達方式のひとつに位置づけられ、CM方式は新たな発注者ニーズによる進化を続けている。
ピュアCMは、単一の建設プロジェクトから同一の発注者による複数のプロジェクト群へ、また、大規模で複雑な建設プロジェクトの発注者側へと業務対象を拡大している。これらの業務はプログラム・マネジメントと称される場合がある。CMアットリスクは、責任一元化の観点で共通性をもつデザインビルドと共に、プロジェクト調達方式に対して多様化する発注者ニーズ（工事費上限保証によるコスト管理重視・設計と施工を包括した責任一元化重視等）に適合することが期待されている。

### イギリス
1980年代初めまで、イギリスにおける発注方式は設計・施工分離の一括発注方式が主流で、一般にJCT標準契約書（B/Q数量明細の有/無、概算数量式等）が用いられ、実施設計完了後に入札が行われ施工者を決定し、設計者が発注者代理として監理業務を行っていた。
イギリスにおけるCM方式採用の最初の事例として、70年代後半から80年代前半にかけてSt. Martin Properties（ディベロッパー）により行われたLondon Bridge City 開発プロジェクトがある。CMrはニューヨークに本社のあるLeher McGovern 社が担当して建設計画の全体調整を行い、イギリスのLaing Management 社がマネジメント・コントラクター(MCr)として実質的な工事管理を行った。しかし、CM方式の本格的普及は80年代後半以降となる。
イギリスのCMの歴史は1980年代初めよりイギリスで独自に普及してきたマネジメント・コントラクト（MC）と80年代後半にアメリカから導入されたピュアCM方式の二つの段階に分けられる。以下、それぞれの経緯と実態について説明する。

#### 1980年代: MC方式の発展と衰退
イギリスの建築許認可は、都市計画法による「開発許可」と建築基準法に基づく「建築確認許可」の2 段階に分かれている。これにより開発許可取得後に工事を着工し、詳細設計・施工段階で順次建築確認・許可を得ることが可能である。
MC方式では開発許可取得とファストトラック採用を前提として、設計と施工を並行して進め、大幅な工期短縮を図り、設計変更の自由度を大きくした。イギリスのBovis Construction 社は1920年よりMarks & Spencer’s の店舗を実費精算方式で施工していた。80年代になるとさらに全国の同大型店舗をはじめ、多くのプロジェクトをこのMC方式で施工していた。
80年代半ばからイギリスの不動産ブーム到来により、早期着工・完成を可能とするMC方式はディベロッパーに積極的に受け入れられ、多くの民間商業施設や空港、大型複合ビル等に採用された。その結果、一般の建設会社はMC 業務を新たなメニューに増やし、建設市場は混戦模様となった。その間、公共工事および小規模で単純な民間建物では、従来通りの一括発注方式が引き続き採用された。
MCr新規参入組による建設ブームの結果、MC方式の本来の目的と現実とに乖離が生じ、さまざまな問題が顕在化したため、発注者側にMC 方式採用を見直す動きが出始めた。不動産ブームの終焉を告げる1987年のブラックマンデー以降、MC方式はほとんど採用されなくなった。1990年にイギリスレディング大学が発刊した調査レポートにMC方式採用事例の問題点が報告されている。主要な問題点として以下の事項が挙げられる。
・MC方式採用により発注者にリスクが転嫁されることが充分認識されていなかった。
・MCrは法的にはコンサルタントでも請負者でもない中途半端な存在となった。
・MC方式に適合した標準契約書が整備されない状況で多くの工事が行われた。（ＪＣＴのMC標準契約書は1989 年に初版が発行されている。）
・MCR と専門工事業者間で一部不明解な取り決めが行われ、発注者へのコスト負担増と不信感を高める結果となった。
・専門工事業者への厳しい支払条件（出来高査定、保留金等）の結果、発注者にとっては金利負担を上乗せした形でのコストアップの要因となった。
・設計完成度の低さ、MCR の経験・管理能力・責任感の欠如、発注者の判断/承認の遅れ等により、設計変更の増加・工期遅延・品質低下・コストアップが生じることとなった。
・専門工事業者への大幅なリスク転嫁（工事遅延責任、瑕疵担保、仮設工事、資機材・仕上げの養生、業者間のクレーム処理等）が行われた結果、係争問題が多発した。

#### 1980年代後半～1990年代: MCからCMへの変遷
80年代半ばよりロンドン金融街では外国企業の資本投下によりビッグバンが起き、ブロードゲートやドックランド等の大規模な開発プロジェクトが次々と計画された。しかし短期間で完成させるためにはMC方式採用時のMCr業者の処理能力に限界があり、アメリカのCM方式導入によりMCの経験を踏まえてイギリスの建設事情に合致したピュアCM方式が提案・採用された。
CMrは設計者、積算士（QS）と同様にコンサルタントチームの一員となり、発注者はCMrを通して大規模かつ複雑なプロジェクトを直接管理できるようになったが、専門工事業者と直接契約関係を結ぶことにより、発注者の管理業務は従来の請負方式やMC方式より飛躍的に増大した。
イギリス式CM方式の特徴の一つとして専門工事業者の発注区分が挙げられる。MC方式では多数の専門工種（Work Package）に細分化して発注されたが、CM方式ではMC方式での問題点を改善し、より大きなパッケージ（仮設、基礎、地下躯体、地上躯体、外装、内装、設備、外装等）に分割し、それぞれのパッケージを請け負う専門工事業者（Trade Contractor）は、さらに複数の専門工種サブコンと下請契約を結び、実施設計および施工面での技術支援を行いながらミニゼネコン的立場で各履行範囲をまとめる形態となっている。CMrは発注者、設計者およびパッケージごとの専門工事業者との調整により専念し、工事全体の統括管理業務を行っている。経営的にも堅実で技術力・管理能力の高い専門工事業者への発注により、スペシャリストの請負業者が誕生し、CM方式の信頼性は高まった。特に、仮設工事関係を専門に行うLogistic Trade Contractor が新たに登場し、業種間の隙間を埋める役割を果たしている。
もう一つの特徴は、商業賃貸ビルにおいて躯体・外装を先行し、後でテナント要求に基づく内装仕上げを行うシェル&コア方式の採用により、CM方式が普及してきた。CMrは建築主側の立場で本体工事を担当し、テナント工事も管理できる立場となり、契約的にもフレキシブルに対応できる体制となっている。

#### 2000年代: CMの現況
2001年のイギリスのCM契約発注実績を見ると10件（総発注件数の0.4%）で、1998年の19件（0.8%）に比べ発注件数では減少傾向にある。しかし工事金額では、4億円以上から100億円超の工事に集中しており、CM方式が大型プロジェクトで市場を伸ばしていることが推察できる。
現在、イギリスにおけるCM方式は、建設業務に精通した少数の発注者が繰り返し採用しており、その対象は大型で複雑な建物、不確定要素が高く長期に渡るプロジェクト、大型店舗や共同住宅のように同種類の建物が連続して出件するケース等に限定されている。また、同じCMチームを継続して使うことによる習熟効果や調達メリット、品質や工期に対する信頼性も評価されている。CM方式採用により、設計チームは本来の設計業務に専念できるようになり、CMrと専門工事業者の早期参画により、実施設計情報を早く設計に取り込むことが可能となった。
契約面については、MC方式のJCT標準契約書をベースとした、発注者とCMr（C/CM）および専門工事業者間（TC/C）とのCM標準契約書とCMガイドが2002年にJCTから発刊されている。専門工事業者との契約は、工費・工期の変更条項付きの一括請負ベースが多く、工期とコストについて発注者との事前合意を行ってから正式契約に至るケースが増えている。CM方式においては、専門工事業者の管理責任範囲とリスクは通常の下請工事契約に比べて高まるが、発注者・CMrの了解の下で早期に参画することにより、専門能力をより有効に発揮できる場が与えられ、クレームや係争問題はMC方式の場合に比べて減少している。発注者からの要請により、GMP付きや工期内完成を条件としたCMアットリスク型 契約も一部で増えている。
CM業務合理化のため、最近では一部のCM 会社でインターネットを使った電子商取引・支払処理も導入されている。

### 日本

#### 1970年代から1980年代まで
日本におけるCMの議論と発展は、1970年代初頭にアメリカにおいてCMが本格的に展開されるようになった時期にさかのぼる。当時、建設省、関連団体、業界団体、建設会社は多くの調査団をアメリカに派遣し、新たな管理方式であるCMについて着目した。しかしながら、CMは契約社会のアメリカでこそ発展しうるものであり、日本の契約慣行、商習慣にはなじみにくいという観察が主流であり、日本の総合工事業者、エンジニアリング企業は海外プロジェクトにおいては、CM方式を実施するものの、国内において具体的にCMに取り組むところは1980 年代の後期まで見られなかった。
バブル期に差しかかろうとする頃、特に大手の総合工事業者では急激にプロジェクトが大規模・複雑化し、さらに多くの建設需要に効率的に対応するために、従来型の施工体制を見直すようになり、必然的にCM方式に再度着目するようになった、大手の総合工事業者にはいち早くCMの専門部門を設置し、CM方式を自社開発プロジェクトで試行する企業もあり、CMに対する関心は高まった。

#### 1990年代
しかしながら、90年代初めのバブル崩壊により、建設投資は急速に冷え込み、CMの関心の前提が大きく揺らぐこととなる。一方公共工事において、入札制度の改革の議論が同時期に行われており、1992年の中央建設業審議会の答申では、新しい発注方式の一つとして建設工事の総合管理方式（CM方式）を検討することが提言されている。
1993年に建設省が指名競争入札から一般競争入札に移行を表明した頃、建設コストの縮減、透明性の確保が建設産業における大きな課題となっていた。また、1993年の日米建設協議の改定案において、アメリカ政府は先進国においてCM方式を取り入れていないことによる参入障壁を指摘することにより、CM制度の導入ならびにCM方式の試験プロジェクトの実施を、強く日本政府に迫り、制裁措置に言及するようになった。
一方、WTOの国際調達基準への準拠の一環として、1994年1月に日本政府は「公共工事の入札・契約手続の改善に関する行動計画」を発表し、発注の適正化を図るとともに、国際調達基準に基づいた調達を行なうことを掲げ、アメリカ政府の制裁措置を逃れた経緯がある。1995年には建設業行政の長期的な展望の集大成として、「建設産業政策大綱」がまとめられ、その中でCMは、「CM方式に関しては適切な事業の選定、CM業務の金銭的評価、発注者との役割分担等について早急に検討する。今後、建設産業の独立した分野として可能かどうか、ニーズ、CMの業態のあり方についても検討を進める。」と言及された。
日本建築学会では、1993年にPM研究特別委員会を設置し、大学・関連団体、企業の有識者が集まり、PMおよびCMに関する活発な議論が行われるようになった。1995年日本建築積算協会では、「BSIコストスクール」を開設し、PM、CMを含む幅広い知識を紹介する講座の提供を開始した。
90年代後半になると、設計事務所、総合工事業者の中で組織的なCMの取り組みを行う企業が現れるようになり、また企業のインハウスの技術者である施設部門や、施設に関わる関連会社が強い関心を示すようになってきた。また、海外から進出した建設企業もCMのみならずPMサービスの提供を標榜する企業が増え、外資系企業を中心に日本における実績を重ねた。
また、この頃専門工事業者の調達に着目した方式が注目されるようになった。これは、分離発注的な入札を行いながらも、最終的には一式請負方式で発注するものであり、既に普及期にあったコストオン方式と同様に日本独特の建設生産方式の一つとなっている。
さらに、1999年に建設省と通産省は同時期にPMへの取り組みを発表し、建設省はプロジェクトマネジメント研究会を発足後、公共事業へのPM手法導入のビジョンを策定した。.先端建設技術センターは、PMI東京支部の設立を支援している。通産省（現 経済産業省）も、1999年よりPM導入の調査研究をへて、「プロジェクト&プログラムマネジメント標準ガイドブック」を発行し、ガイドブックに基づく資格試験を2002年に開始した。エンジニアリング振興協会は、1980年代から海外のPMに関する研究を重ね、1998年にＪPMＦ（日本プロジェクトマネジメント・フォーラム）を立ち上げ、PMの啓蒙・普及に努めている。
日本建築家協会では、建築家の業務に関する検討、顧客満足に関する調査を経て、1998年『CMガイドライン』を発行し、建築家のCM業務への関わりを定義付け、2002年の『PMガイドライン』の発行に至っている。また、1999 年にはプロジェクト・マネジメント学会が発足し、広い業種でのPMに関する学術的研究が行われている。

#### 2000年以降
2000年になると国土交通省では、CM 方式研究会を発足させ、海外調査を経て、2002年に「CM方式活用ガイドライン」を発行した。その後、「CM方式導入促進方策研究会」を設置した。
2001年には、日本コンストラクション・マネジメント協会（日本CM協会）が発足し、CMの職能団体として活動を開始した。
国土交通省は、建設業振興基金に委託して「CM方式導入検討委員会」を設置し、日本CM協会の協力のもとに地方公共団体におけるCM方式導入の検討を行った後、2003年に「地方公共団体のCM方式活用マニュアル試案」を発行し、CM方式の普及促進を図っている。
また、2002年日本CM協会ではCM資格者制度の検討に着手し、2003年3月には「（暫定）日本CM協会認定コンストラクション・マネジャー」の選定作業を経て日本を代表するCMの実務者として33名を認定し、「CMガイドブック」の執筆、「CM講習会」の実施、CM資格者制度の本格的な運用の準備に着手した。
- 2004年10月 CMガイドブック出版
- 2005年1月 第1回CM講習会
- 2005年3月 第1回資格試験実施
- 2005年5月 第1回資格試験合格発表

最近の公共工事におけるCMrの募集要項では、日本CM協会の認定資格者在籍企業に限るとの記述が見られる。
2007年11月 国土交通省では、学識経験者、建設産業界、地方公共団体、国土交通省の代表をメンバーとするＣＭ方式活用協議会を設立し、地方公共団体におけるＣＭ方式の活用方策を検討・協議することとした。こうしたＣＭ方式の普及については、技術系職員の減少している全国の自治体や、事業の企画段階からその技術・ノウハウを活用することのできる建設業界に有効な方法の１つとして期待されている。
衆議院調査局国土交通調査室の「建設産業改革に関する動向」（2012年11月）によれば、2012年10月には、ＣＭ方式などの新たな発注・契約方式について検討する「多様な契約方式活用協議会」が国土交通省に設置された。
第１回多様な契約方式活用協議会では、多様な契約方式の例として、ＣＭ方式（ピュアＣＭ方式、アットリスクＣＭ方式）、オープンブック方式、コスト＋フィー方式、設計・施工一括発注方式、詳細設計付き工事発注方式、単価・数量精算契約などを挙げている。
東日本大震災以降の動きとしては、東日本大震災復旧・復興事業においてアットリスクＣＭ方式、オープンブック方式、コスト＋フィー方式が導入されている。

#### 日本のCM方式普及に関する動向
前述した歴史にあるように、国土交通省は、CM方式に関する各種研究会を開催し、その方向性と位置付けを探ってきた。その結果として、「CM方式活用ガイドライン」、「CM方式導入促進方策調査報告書」および「地方公共団体のCM方式活用マニュアル試案」を作成した。これらの内容を理解することは、日本におけるCMの流れを知るために重要なことであると考えられるため、ここでは、その概要を説明する。

##### CM方式活用ガイドライン
「CM方式活用ガイドライン」（以下「ガイドライン」）は、2002年2月、国土交通省がCM方式の円滑な普及を図る観点から、CM方式の内容、課題等を整理した上で、CM方式の活用に当たって基本的な指針となるものを目指して策定したものである。
90年代初頭の日米建設交渉を契機として、日本の入札・契約制度は大きく見直され、一般競争入札の導入、履行ボンドの導入、工事完成保証人制度の廃止などの改革が実行された。この時期、CM方式を公共建設工事に採用すべきとする議論が活発になり、92年11月の中央建設業審議会では「CM方式を直ちに導入する状況にはないものの、幅広い検討が必要である」として初めてCM方式に言及している。
その後も、93年の同審議会建議、95年の「建設 産業政策大綱」、96年の「公共工事の品質に関する 委員会報告」などで、CM方式の検討の必要性が指摘 された。民間建設工事では、90年代から外資系企業 や大手ディベロッパーを中心にCM方式を活用する動 きは始まっていたが、国土交通省は、発注者行政の立場から、事業者選定、報酬積算などの制度面の整 備が十分でないことを理由に、公共建設工事へのCM方式導入については消極的な姿勢を取り続けた。
国土交通省は、CM方式の円滑な普及を図る観点から、2000年12月に学識経験者および関係業界の代表で構成する「CM方式研究会」を設置した。CM方式が、今後我が国の建設生産・管理システムの一つとして定着するためには、発注者、設計者、施工者 等がCM方式に対し共通の理解や問題意識を持ち、CM方式が効果的かつ適正に活用されることが当面重要であると考えたためである。ガイドラインは、この研究会での議論等を踏まえ、国土交通省として検討の上、策定されたものである。
ガイドラインでは、CM方式の定義について、「CM方式（ピュアCM）とは、発注者の補助者・代行者であるCMr（コンストラクション・マネジャー）が、技術的な中立性を保ちつつ発注者の側に立って、設計・発注・施工の各段階において、設計の検討や工事発注方式の検討、工程管理、品質管理、コスト管理などの各種のマネジメント業務の全部または一部を行うもの」としている。
一方、これと並行して、土木工事を中心に、2001年3月から民間のマネジメント技術を活用した新たな入札・契約方式の試行工事に着手し、この工事の評価・フォローと併せて、さらなる試行プロジェクトを実施するため「マネジメント技術活用方式試行評価検討」 を設置している。

#### 地方公共団体のCM方式活用マニュアル試案
「CM方式活用ガイドライン」において述べられているとおり、国土交通省が2002年2月に公表した「CM方式活用ガイドライン」は、あくまでもCM方式の活用における基本的な指針を示したものであり、実際のCM方式の普及に向けては、発注者、設計者、施工者等に対し、ガイドラインを踏まえた実務マニュアルを整備していくことが求められていた。そうした状況を踏まえ、財団法人建設業振興基金においては、2002年2月に「CM方式導入促進方策研究会」を設置し、国土交通省をはじめ関係者の協力を得つつ、地方公共団体が発注する公共建築工事を対象としたCM方式の導入促進のあり方について調査研究するとともに、CM方式の活用に資するマニュアルの作成を行った。

##### 2つの研究会と3つの成果物
2つの研究会とは、
※2000年12月設置 CM方式研究会
※2002年2月設置 CM方式導入促進方策研究会
であり、3つの成果物とは、
※CM方式活用ガイドライン
※CM方式導入促進方策調査報告書
※地方公共団体のCM方式活用マニュアル試案
である。「CM方式活用ガイドライン」はCM方式研究会の成果物であり、「CM方式導入促進方策調査報告書」および「地方公共団体のCM方式活用マニュアル試案」は、CM方式導入促進方策研究会の成果物である。
既述のとおり、「CM方式研究会」の目的は国内におけるCM方式活用時の基本的な指針を示すことにあり、その成果である「CM方式活用ガイドライン」においては、建設市場およびCM方式の種類を限定することなく、広範な課題について基本的な議論を整理している。
一方、「CM方式導入促進方策研究会」は、6つの前提を設けて検討対象を限定しており、その成果物である「CM方式導入促進方策調査報告書」および「地方公共団体のCM方式活用マニュアル試案」においても、地方公共団体の公共建築工事に限定した具体的な検討を行っている。

#### 一般社団法人日本コンストラクション・マネジメント協会

##### 概要
一般社団法人日本コンストラクション・マネジメント協会は、日本においてコンストラクション・マネジメント（CM）という建設生産方式とコンストラクション・マネジャー（CMr）という職能を確立、普及させていく目的で設立された法人であり、CMrの倫理規程の制定、資格制度の制定・運営など多くのボランティア的会員の協力をもって、幅広い活動を行っている。
建設分野における会員相互の協力により、CMの発展と普及を目指し、CMrの資質と技術力の向上を図り、もって公共の福祉の増進に寄与することを目的として、2001年4月16日に任意団体として設立。2010年4月1日、一般社団法人日本コンストラクション・マネジメント協会として法人化した。
会員は、CMrに限らず、発注者、設計者、建設コンサルタント、総合建設業者、あるいは専門工事業者に広がり、さらに、官民、産官学、あるいは建築・土木の垣根もなく、多くの分野の会員が在籍している。一般的に業界の利益代表たる団体が多いなかで、CMの発展と普及を建設生産方式全体の変革の一端として自負し、ファンダメンタルな行動原理を貫いている法人である。
会員がCM業務を遂行する上で遵守すべき倫理を定め、会員が遂行するCM業務の健全性を担保し、CM業務に対する社会の信頼をかち得ていくことを目的として、倫理規程を定めている。

##### 協会CMスクール
2008年度からCM教育を行うCMスクールを開講。基礎コースと実践・理論コースとがあり、全8講座設置しているが年度によって開講数が異なる。
また、各講座とは別に特別講義もあり、社会ニーズにあわせた内容を実施している。開講会場は建築会館を使用している。

## コンストラクション・マネジャー

### 日本
一般社団法人日本コンストラクション・マネジメント協会の資格試験にて、「建設のプロフェッショナルとしての実務経験を有する者に対して、日本 CM 協会の実施する知識試験と能力試験に合格し、CM業務をなしうる者」と認められた者に与えられる称号。

### イギリス
英国では「コンストラクション・マネージャー」という資格タイトルは、枢密院と陛下によって「チャータード」の地位を2013年10月に授与。
名称のチャータード・コンストラクション・マネージャーは、建設環境セクター内での管理キャリアの幅と複雑さを反映して1980年代からCIOBメンバーやフェローが使用していた「チャータード・ビルダー」という名称から、とって代わられる。
2010年に協会であるチャータード・インスティチュート・オブ・ビルディング（w:Chartered Institute of Building（CIOB）は、「チャータード・コンストラクション・マネージャー」という建設管理者のための新しくより広い定義を設定していた。
CIOBの協会全メンバー（MCIOB）とフェロー（FCIOB）はこうして、「Chartered Construction Manager」というタイトルを使用する許可を得る。既存の「チャータード・ビルダー」という名称のCIOBメンバーには2014年12月末前に「チャータード・コンストラクション・マネージャー」の指定登録をする選択肢が提供された。この時点で登録された協会全メンバーは、同時ではないが両方の指定を使用することができる。